# 1994-es Formula–1 magyar nagydíj
A magyar nagydíj volt az 1994-es Formula–1 világbajnokság tizedik futama.

## Futam
A Hungaroringen Schumacher szerezte meg a pole-t Hill és Coulthard előtt. Mivel a német nem rajtolt jól, Hill elé húzódott, így megtartotta a vezetést. Schumacher háromszor, Hill kétszer állt ki a boxba, de a sorrend nem változott meg közöttük. A verseny végén Jean Alesi Ferrarijából folyni kezdett az olaj, emiatt Coulthard balesetet szenvedett. A harmadik helyet így Martin Brundle szerezte meg, de az utolsó körben motorhiba miatt kiesett. A harmadik hely így Jos Verstappené lett Schumacher és Hill mögött.
| Helyezés | #  | Versenyző             | Csapat/Motor      | Futott körök | Idő/Kiesés oka | Rajthely | Pontszám |
| -------- | -- | --------------------- | ----------------- | ------------ | -------------- | -------- | -------- |
| 1        | 5  | Michael Schumacher    | Benetton-Ford     | 77           | 1.48:00,185    | 1        | 10       |
| 2        | 0  | Damon Hill            | Williams-Renault  | 77           | +20,827        | 2        | 6        |
| 3        | 6  | Jos Verstappen        | Benetton-Ford     | 77           | +1:10,329      | 12       | 4        |
| 4        | 8  | Martin Brundle        | McLaren-Peugeot   | 76           | Elektronika    | 6        | 3        |
| 5        | 4  | Mark Blundell         | Tyrrell-Yamaha    | 76           | +1 kör         | 11       | 2        |
| 6        | 26 | Olivier Panis         | Ligier-Renault    | 76           | +1 kör         | 9        | 1        |
| 7        | 24 | Michele Alboreto      | Minardi-Ford      | 75           | +2 kör         | 20       |          |
| 8        | 20 | Érik Comas            | Larrousse-Ford    | 75           | +2 kör         | 21       |          |
| 9        | 19 | Olivier Beretta       | Larrousse-Ford    | 75           | +2 kör         | 25       |          |
| 10       | 25 | Éric Bernard          | Ligier-Renault    | 75           | +2 kör         | 18       |          |
| 11       | 31 | David Brabham         | Simtek-Ford       | 74           | +3 kör         | 23       |          |
| 12       | 28 | Gerhard Berger        | Ferrari           | 72           | Motorhiba      | 4        |          |
| 13       | 11 | Alessandro Zanardi    | Lotus-Mugen-Honda | 72           | +5 kör         | 22       |          |
| 14       | 9  | Christian Fittipaldi  | Footwork-Ford     | 69           | Erőátvitel     | 16       |          |
| Kiesett  | 2  | David Coulthard       | Williams-Renault  | 59           | Kicsúszás      | 3        |          |
| Kiesett  | 27 | Jean Alesi            | Ferrari           | 58           | Váltó          | 13       |          |
| Kiesett  | 23 | Pierluigi Martini     | Minardi-Ford      | 58           | Kicsúszás      | 15       |          |
| Kiesett  | 30 | Heinz-Harald Frentzen | Sauber-Mercedes   | 39           | Váltó          | 8        |          |
| Kiesett  | 12 | Johnny Herbert        | Lotus-Mugen-Honda | 34           | Elektronika    | 24       |          |
| Kiesett  | 29 | Andrea de Cesaris     | Sauber-Mercedes   | 30           | Ütközés        | 17       |          |
| Kiesett  | 10 | Gianni Morbidelli     | Footwork-Ford     | 30           | Ütközés        | 19       |          |
| Kiesett  | 7  | Philippe Alliot       | McLaren-Peugeot   | 21           | Vízszivárgás   | 14       |          |
| Kiesett  | 32 | Jean-Marc Gounon      | Simtek-Ford       | 9            | Meghajtás      | 26       |          |
| Kiesett  | 3  | Katajama Ukjó         | Tyrrell-Yamaha    | 0            | Ütközés        | 5        |          |
| Kiesett  | 15 | Eddie Irvine          | Jordan-Hart       | 0            | Ütközés        | 7        |          |
| Kiesett  | 14 | Rubens Barrichello    | Jordan-Hart       | 0            | Ütközés        | 10       |          |
| NK       | 34 | Bertrand Gachot       | Pacific-Ilmor     |              |                |          |          |

## A világbajnokság élmezőnyének állása a verseny után
| H  | Versenyzők         | Pont | H  | Konstruktőrök    | Pont |
| -- | ------------------ | ---- | -- | ---------------- | ---- |
| 1. | Michael Schumacher | 76   | 1. | Benetton-Ford    | 81   |
| 2. | Damon Hill         | 45   | 2. | Ferrari          | 52   |
| 3. | Gerhard Berger     | 27   | 3. | Williams-Renault | 49   |
| 4. | Jean Alesi         | 19   | 4. | McLaren-Peugeot  | 17   |
| 5. | Rubens Barrichello | 10   | 5. | Jordan-Hart      | 14   |

## Statisztikák
Vezető helyen:
- Michael Schumacher: 68 (1-16 / 26-77)
- Damon Hill: 9 (17-25)

Michael Schumacher 9. győzelme, 4. pole-pozíciója, 13. leggyorsabb köre, 3. mesterhármasa (gy, pp, lk)
- Benetton 14. győzelme